# Harsány
Harsány is een plaats (község) en gemeente in het Hongaarse comitaat Borsod-Abaúj-Zemplén. Harsány telt 2107 inwoners (2001).